# Eodorcadion oryx
Eodorcadion oryx là một loài bọ cánh cứng trong họ Cerambycidae.